# Droga ekspresowa S7
Die Droga ekspresowa S7 (poln. für Schnellstraße S7) ist eine zum größten Teil fertiggestellte Schnellstraße in Polen und verbindet die Großräume Danzig, Warschau und Krakau miteinander. Auf ihr verläuft zwischen den Knoten Gdańsk Południe (Danzig Süd) und Elbląg Wschód (Elbing Ost) die Europastraße 28 und zwischen dem Knoten Żuławy Zachód (Żuławy West) und dem Ausbauende bei Rabka-Zdrój die Europastraße 77.

## Planungsgeschichte
Bereits in den Schnellstraßen-Netzplänen Polens aus den Jahren 1945 und 1946 war eine Verbindung von Gdańsk über Elbląg nach Warszawa vorgesehen, die der heute geplanten Trassenführung der S7 weitestgehend entsprach. Dagegen fehlte in diesen Plänen noch die Strecke Warszawa-Kraków. 1963 war erstmals der gesamte Streckenzug bis nach Zakopane enthalten, ebenso in den Plänen des Jahres 1971. 1976 war in den Netzplänen die gesamte Strecke von Gdańsk bis zur südlichen Staatsgrenze Polens bei Chyżne mit Fortsetzung in Richtung Budapest vorgesehen. Diese Planung hatte bis 1996 Bestand. Mit dem Plan von 2001 entfiel das Teilstück von Rabka nach Chyżne, enthielt aber eine neue Verbindung von Rabka-Zdrój bis Zakopane als S47. 2003 entfiel auch S47 von Rabka nach Zakopane, in den nachfolgenden Jahren waren diese Varianten nicht mehr enthalten. Vom Grenzübergang Chyżne aus war in der Slowakei die Schnellstraße R3 geplant, die über Martin, Zvolen, Šahy nach Budapest führen sollte.

## Fertiggestellte Abschnitte
| Abschnitt                                                                               | Länge               | Bauzeit                                         | Baukosten                                       | Verkehrsübergabe                                |
| --------------------------------------------------------------------------------------- | ------------------- | ----------------------------------------------- | ----------------------------------------------- | ----------------------------------------------- |
| Kreuzung Gdynia Morska – Knoten Gdynia Wielki Kack (1)                                  | 007,0 km            | 1973–2003 (in Etappen)                          | –                                               | –                                               |
| Knoten Gdańsk-Południe – Knoten Żuławy-Zachód                                           | 017,9 km            | 2009–2012                                       | 1,1 Mrd. Złoty (262 Mio. Euro)                  | 9. Juni 2012                                    |
| Knoten Żuławy-Zachód – Knoten Nowy Dwór Gdański                                         | 0020,5 km           | 2015–2018                                       | 1,64 Mrd. Złoty (411 Mio. Euro)                 | 18. Oktober 2018                                |
| Knoten Nowy Dwór Gdański – Knoten Elbląg-Zachód                                         | 19,1 km             | 2015–2018                                       | 1,58 Mrd. Złoty (394 Mio. Euro)                 | 18. Oktober 2018                                |
| Knoten Elbląg-Zachód – Knoten Elbląg-Wschód                                             | 006,5 km            | 2004–2007                                       | 250 Mio. Złoty (65 Mio. Euro)                   | 14. September 2007                              |
| Knoten Elbląg-Wschód – Knoten Pasłęk-Północ                                             | 013,7 km            | 2008–2011                                       | 662 Mio. Złoty (157 Mio. Euro)                  | 28. Juli 2011                                   |
| Knoten Pasłęk-Północ – Knoten Miłomłyn-Północ                                           | 036,5 km            | 2010–2012                                       | 1,1 Mrd. Złoty (260 Mio. Euro)                  | 1. August 2012                                  |
| Knoten Miłomłyn-Północ – Knoten Miłomłyn-Południe (1)                                   | 002,6 km            | 1995–1997                                       | 24 Mio. Złoty (7 Mio. Euro)                     | 9. Dezember 1997                                |
| Knoten Miłomłyn-Północ – Knoten Ostróda-Północ (2)                                      | 9,5 km              | 2014–2017                                       | 292 Mio. Złoty (74 Mio. Euro)                   | 19. Dezember 2016                               |
| Knoten Ostróda-Północ – Knoten Ostróda-Południe                                         | 9,7 km              | 2015–2017                                       | 706 Mio. Złoty (177 Mio. Euro)                  | 20. Juni 2018                                   |
| Knoten Ostróda-Południe – Knoten Rychnowo                                               | 8,8 km              | 2015–2017                                       | 299 Mio. Złoty (75 Mio. Euro)                   | 11. August 2017                                 |
| Knoten Rychnowo – Knoten Olsztynek-Zachód                                               | 11,2 km             | 2015–2017                                       | 389 Mio. Złoty (97 Mio. Euro)                   | 6. Dezember 2017                                |
| Knoten Olsztynek-Zachód – Knoten Nidzica-Północ                                         | 027,8 km            | 2010–2012                                       | 1,3 Mrd. Złoty (314 Mio. Euro)                  | 7. November 2012                                |
| Knoten Nidzica-Północ – Knoten Nidzica-Południe                                         | 9,1 km              | 2015–2017                                       | 229 Mio. Złoty (57 Mio. Euro)                   | 23. Juni 2017                                   |
| Knoten Nidzica-Południe – Knoten Napierki                                               | 13,6 km             | 2015–2017                                       | 263 Mio. Złoty (66 Mio. Euro)                   | 23. Juni 2017                                   |
| Knoten Napierki – Knoten Mława-Południe                                                 | 14,0 km             | 2017–2022                                       | 295 Mio. Złoty (67 Mio. Euro)                   | 14. Juli 2022                                   |
| Knoten Mława-Południe – Knoten Strzegowo-Północ                                         | 21,5 km             | 2017–2021                                       | 446 Mio. Złoty (101 Mio. Euro)                  | 23. Dezember 2021                               |
| Knoten Strzegowo-Północ – Knoten Pieńki                                                 | 22,0 km             | 2018–2021                                       | 516 Mio. Złoty (119 Mio. Euro)                  | 22. Dezember 2021                               |
| Knoten Pieńki – Knoten Dłużniewo                                                        | 2,0 km              | 2017–2022                                       | 312 Mio. Złoty (72 Mio. Euro)                   | 15. Juli 2022                                   |
| Knoten Dłużniewo – Knoten Płońsk-Ciechanów                                              | 9,7 km              | 2017–2022                                       | 312 Mio. Złoty (72 Mio. Euro)                   | 17. August 2022                                 |
| Knoten Płońsk-Ciechanów – Knoten Płońsk-Siedlin                                         | 004,3 km            | 2007–2009                                       | 17 Mio. Złoty (44 Mio. Euro)                    | 3. Juni 2009                                    |
| Knoten Zakroczym-Ostrzykowizna – Knoten Czosnów (Umgehung von Nowy Dwór Mazowiecki) (3) | 014,6 km            | –                                               | –                                               | 16. Juni 1999                                   |
| Knoten Warszawa-Północ – Knoten Konotopa (4)                                            | 008,7 km            | Realisierung als Abschnitt der Schnellstraße S8 | Realisierung als Abschnitt der Schnellstraße S8 | Realisierung als Abschnitt der Schnellstraße S8 |
| Knoten Konotopa – Knoten Warszawa-Południe (5)                                          | 011,1 km            | Realisierung als Abschnitt der Schnellstraße S2 | Realisierung als Abschnitt der Schnellstraße S2 | Realisierung als Abschnitt der Schnellstraße S2 |
| Knoten Warszawa-Południe – Knoten Lesznowola                                            | 6,6 km              | 2020–2022                                       | 457,3 Mio. Złoty (96,7 Mio. Euro)               | 30. August 2022                                 |
| Knoten Lesznowola – Knoten Tarczyn-Północ                                               | 014,8 km            | 2018–2021                                       | 389 Mio. Złoty (88 Mio. Euro)                   | 28. April 2023                                  |
| Knoten Tarczyn-Północ – Knoten Głuchów/Grójec                                           | 7,9 km              | 2018–2020                                       | 203 Mio. Złoty (46 Mio. Euro)                   | 17. Dezember 2020                               |
| Knoten Głuchów – Knoten Kępina (Umfahrung von Grójec)                                   | 008,3 km            | 2006–2008                                       | 207 Mio. Złoty (54 Mio. Euro)                   | 19. September 2008                              |
| Knoten Kępina – Knoten Białobrzegi                                                      | 017,8 km            | 2007–2009                                       | 494 Mio. Złoty (124 Mio. Euro)                  | 26. Mai 2010                                    |
| Knoten Białobrzegi – Knoten Radom-Północ                                                | 015,7 km            | 2006–2008                                       | 404 Mio. Złoty (105 Mio. Euro)                  | 16. Juli 2008                                   |
| Knoten Radom-Północ – Knoten Radom-Południe                                             | 24,7 km             | 2015–2018                                       | 729 Mio. Złoty (182 Mio. Euro)                  | 19. Oktober 2018                                |
| Knoten Radom-Południe – Grenze W. Masowien/W. Heiligkreuz                               | 22,0 km             | 2014–2017                                       | 677 Mio. Złoty (169 Mio. Euro)                  | 12. Juli 2017                                   |
| Grenze W. Masowien/W. Heiligkreuz – Knoten Skarżysko-Południe                           | 7,6 km              | 2017–2019                                       | 260 Mio. Złoty (59 Mio. Euro)                   | 18. Dezember 2019                               |
| Knoten Skarżysko-Południe – Knoten Suchedniów (Umfahrung Skarżysko-Kamienna)            | 001,9 km            | 2004–2005                                       | 58 Mio. Złoty (15 Mio. Euro)                    | 19. Dezember 2005                               |
| Knoten Suchedniów – Występa                                                             | 016,7 km            | 2009–2011                                       | 643 Mio. Złoty (152 Mio. Euro)                  | 27. April 2011                                  |
| Występa – Knoten Kielce-Północ                                                          | 007,3 km            | 2007–2009                                       | 227 Mio. Złoty (57 Mio. Euro)                   | 16. Oktober 2009                                |
| Knoten Kielce-Północ – Knoten Kielce-Południe                                           | 022,7 km            | 2010–2013                                       | 642 Mio. Złoty (153 Mio. Euro)                  | 10. Juli 2013                                   |
| Knoten Kielce-Południe – Knoten Jędrzejów-Północ                                        | 21,6 km             | 2015–2017                                       | 586 Mio. Złoty (147 Mio. Euro)                  | 21. Dezember 2018                               |
| Knoten Jędrzejów-Północ – Knoten Jędrzejów-Wschód                                       | 002,3 km            | 2003–2005                                       | 50 Mio. Złoty (12 Mio. Euro)                    | 2. Juli 2005                                    |
| Knoten Jędrzejów-Wschód – Grenze W. Heiligkreuz/W. Kleinpolen                           | 19,9 km             | 2014–2017                                       | 368 Mio. Złoty (92 Mio. Euro)                   | 23. September 2017                              |
| Grenze W. Heiligkreuz/W. Kleinpolen – Knoten Miechów                                    | 018,7 km            | 2020–2023                                       | 753 Mio. Złoty (171 Mio. Euro)                  | 5. September 2023                               |
| Knoten Miechów – Knoten Szczepanowice                                                   | 005,3 km            | 2021–2024                                       | 162 Mio. Złoty (36 Mio. Euro)                   | 26. August 2024                                 |
| Knoten Szczepanowice – Knoten Widoma                                                    | 13,1 km             | 2018–2021                                       | 508 Mio. Złoty (115 Mio. Euro)                  | 4. Oktober 2021                                 |
| Knoten Widoma – Knoten Kraków-Mistrzejowice (S52)                                       | 013,3 km            | 2021–2024                                       | siehe unten a                                   | 23. Dezember 2024                               |
| Knoten Kraków-Nowa Huta – Knoten Kraków-Przewóz                                         | 4,3 km              | 2014–2017                                       | 529 Mio. Złoty (132 Mio. Euro)                  | 29. Juni 2017                                   |
| Knoten Kraków-Przewóz – Knoten Kraków-Bieżanów                                          | 002,7 km            | 2008–2010                                       | 198 Mio. Złoty (48 Mio. Euro)                   | 16. November 2010                               |
| Knoten Kraków-Bieżanów – Knoten Kraków-Południe (6)                                     | 011,0 km            | Realisierung als Abschnitt der Autobahn A4      | Realisierung als Abschnitt der Autobahn A4      | Realisierung als Abschnitt der Autobahn A4      |
| Knoten Myślenice – Knoten Pcim                                                          | 012,2 km            | 2004–2008                                       | 295 Mio. Złoty (76 Mio. Euro)                   | 20. März 2008                                   |
| Knoten Pcim – Knoten Lubień                                                             | 004,0 km            | 2006–2009                                       | 133 Mio. Złoty (34 Mio. Euro)                   | 22. Oktober 2009                                |
| Knoten Lubień – Naprawa                                                                 | 7,6 km              | 2016–2021                                       | 522 Mio. Złoty (131 Mio. Euro)                  | 30. November 2021                               |
| Naprawa – Knoten Skomielna Biała (Tunnel Maria und Lech Kaczyński)                      | 3,0 km              | 2016–2022                                       | 969 Mio. Złoty (243 Mio. Euro)                  | 12. November 2022                               |
| Knoten Skomielna Biała – Knoten Rabka-Zabornia                                          | 5,2 km              | 2016–2018                                       | 615 Mio. Złoty (154 Mio. Euro)                  | 28. September 2019                              |
| Summe                                                                                   | 636,5 km 606,3 km * |                                                 |                                                 |                                                 |

## Im Bau befindliche Abschnitte
| Abschnitt                                                   | Länge    | Vertrags- unterzeichnung | Bauzeit   | Baukosten                       | geplante Fertigstellung |
| ----------------------------------------------------------- | -------- | ------------------------ | --------- | ------------------------------- | ----------------------- |
| Knoten Chwaszczyno – Knoten Żukowo                          | 016,2 km | 16. April 2021           | 2021–2025 | 715 Mio. Złoty (157 Mio. Euro)  | Juni 2025[veraltet]     |
| Knoten Żukowo – Knoten Gdańsk Południe                      | 016,0 km | 16. April 2021           | 2021–2025 | 777 Mio. Złoty (171 Mio. Euro)  | Juni 2025[veraltet]     |
| Knoten Płońsk-Siedlin – Knoten Załuski                      | 014,9 km | 30. September 2020       | 2020–2025 | 692 Mio. Złoty (148 Mio. Euro)  | April 2025[veraltet]    |
| Knoten Załuski – Knoten Zakroczym-Ostrzykowizna             | 012,0 km | 9. Juli 2020             | 2020–2025 | 635 Mio. Złoty (136 Mio. Euro)  | April 2025[veraltet]    |
| Knoten Czosnów – Knoten Łomianki                            | 009,2 km | 16. November 2023        | 2023–2027 | 536 Mio. Złoty (123 Mio. Euro)  | März 2027               |
| Knoten Kraków-Mistrzejowice (S52) – Knoten Kraków-Nowa Huta | 005,0 km | 15. Juli 2021            | 2021–2026 | 1,07 Mrd. Złoty (243 Mio. Euro) | Juni 2026               |
| Summe                                                       | 073,3 km |                          |           |                                 |                         |

## Geplante Abschnitte
| Abschnitt                                         | Länge    | geplante Bauzeit | voraussichtliche Baukosten     |
| ------------------------------------------------- | -------- | ---------------- | ------------------------------ |
| Knoten Łomianki – Knoten Warszawa-Północ          | 013,3 km | unbekannt        | 2,5 Mrd. Złoty (570 Mio. Euro) |
| Knoten Kraków-Południe – Knoten Myślenice-Centrum | 025,0 km | unbekannt        | unbekannt                      |
| Summe                                             | 038,3 km |                  | unbekannt                      |

## Besonderheiten
Im Bereich von Nowy Dwór Gdański und Ryki ist die Strecke noch als Nationalstraße 7 ausgewiesen, ebenso wie die Teilstücke bei Skarżysko-Kamienna. Bei Elbląg wird die E28 auf die Schnellstraße S22 geführt. Nach Fertigstellung der Schnellstraße S10 werden die Nationalstraße 10 und die Nationalstraße 50 beim Abzweig Płońsk-Siedlin in die S10 umgewidmet. Zwischen Lesznowola und Antoninów ist die Strecke dreistreifig ausgebaut. Am Knoten Radom-Południe wird die Landesstraße 7 nach der Schnellstraße S12 in S12 umgewidmet. Bei Kielce-Zachód wird das mit der Landesstraße 74 geschehen, die zur Schnellstraße S74 umgewidmet werden soll. Zwischen Krakau-Bieżanów und Krakau-Południe verläuft die S7 auf der Trasse der A4.